# Pracz (dopływ Brocza)
Pracz (niem. Seifenfloss) – potok, prawy dopływ Brocza.
Potok płynie w Sudetach Zachodnich, w Karkonoszach. Jego źródła znajdują się na północnym stoku Śmielca, poniżej Wężówki, na wysokości 790 m n.p.m. Płynie na północ. U podnóży Świerczyny wpada do Brocza.
Płynie po granicie i jego zwietrzelinie. Obszar zlewni Pracza porośnięty jest lasami świerkowymi. Cała zlewnia znajduje się w obrębie Karkonoskiego Parku Narodowego.